# Sorba Dolog
Sorba Dolog is een bestuurslaag in het regentschap Simalungun van de provincie Noord-Sumatra, Indonesië. Sorba Dolog telt 719 inwoners (volkstelling 2010).